# Безвременник
Безвре́менник, или Осе́нник, или Ко́лхикум (лат. Cōlchicum) — род многолетних цветковых растений семейства Безвременниковые (Colchicaceae).

## Названия
Латинское название рода происходит от др.-греч. Κολχίς — Колхида (историческая область на Чёрном море), так как в этих местах представители данного рода распространены.
Народные названия — «осе́нний цвет», «безвре́менный цвет» или «безвременник» объясняются тем, что некоторые виды цветут поздно осенью, а на следующую весну из перезимовавшей завязи развивается коробочка с семенами.
По отношению к этому растению ошибочно употребляется название зимо́вник, относящееся к роду Helleborus семейства Лютиковые.

## Ботаническое описание

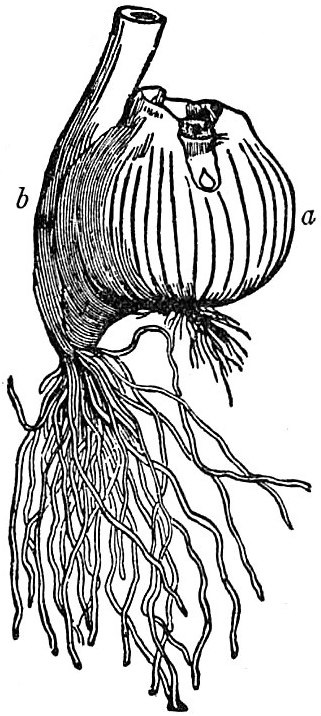
Корневище безвременника осеннего

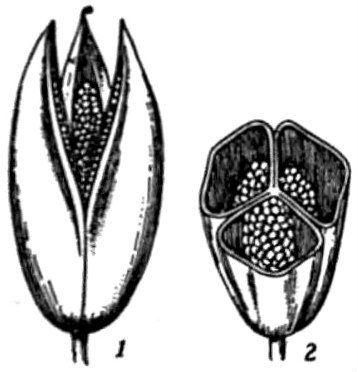
Коробочки с семенами безвременника осеннего

Многолетние травы с многочисленными короткими стеблями, эфемероиды. Клубнелуковицы покрыты бурыми влагалищами (оболочками) старых листьев, продолжающимися в более или менее длинную трубку, обхватывающую нижнюю часть растения.
Цветок крупный, обоеполый. Околоцветник сростнолистный, воронковидно-колокольчатый с длинной цилиндрической трубкой и шестираздельным отгибом. Тычинки короче листочков околоцветника, три из них более короткие и три, внутренние, более длинные, все прикреплены в зеве околоцветника. Пестик один с тремя свободными, нитевидными столбиками и булавовидными рыльцем. Завязь трёхгнёздная.
Формула цветка: {\displaystyle \ast P_{(3+3)}\;A_{3+3}\;G_{({\overline {3}})}}
Плод — яйцевидно-шаровидная или яйцевидно-продолговатая, трёхгнёздная коробочка, раскрывающаяся на три створки.
| |  |  |
| Слева направо: Клубнелуковица (Безвременник осенний). Листья (Colchicum lusitanum). Внутренняя часть цветка (Безвременник степной) |  |  |

## Распространение и среда обитания

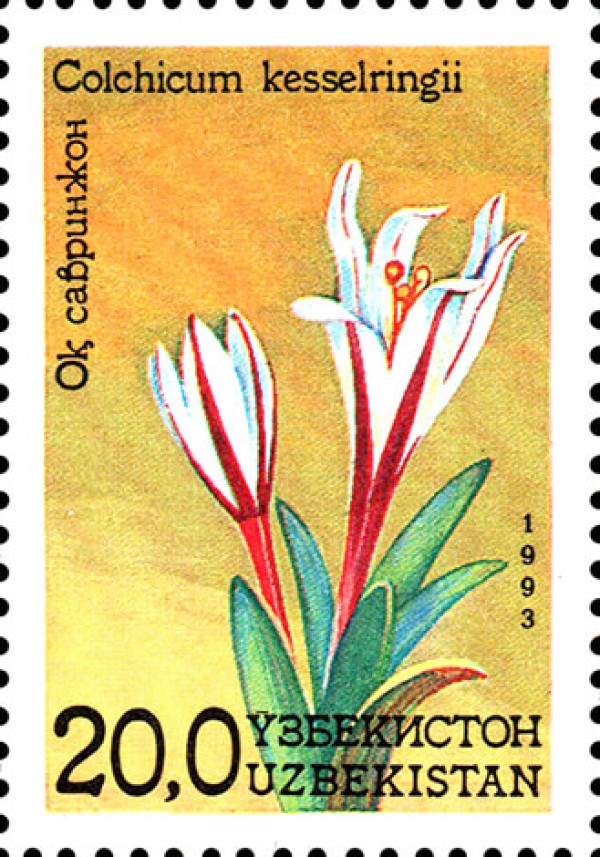
Почтовая марка Узбекистана 1993 года.

Виды рода Безвременник в природе распространены в Европе, на Кавказе и в Закавказье, Средиземноморье, Малой Азии, в Иране и Центральной Азии.
Растут преимущественно на сырых лугах.
В культуре во всех районах умеренного пояса.

## Классификация

### Таксономия
Род Безвременник входит в семейство Безвременниковые (Colchicaceae) порядка Лилиецветные (Liliales).
|  |                                        |  |                                                             |                                                             |                            |  | ещё 9 семейств (согласно Системе APG II) |            |                  |                          |
|  |                                        |  |                                                             |                                                             |                            |  |                                          |            |                  | включает более 100 видов |
|  |                                        |  |                                                             | порядок Лилиецветные                                        |                            |  |                                          |            | род Безвременник |                          |
|  |                                        |  |                                                             | порядок Лилиецветные                                        |                            |  |                                          |            | род Безвременник |                          |
|  | царство Цветковые, или Покрытосеменные |  |                                                             |                                                             | семейство Безвременниковые |  |                                          |            |                  |                          |
|  | царство Цветковые, или Покрытосеменные |  |                                                             |                                                             |                            |  |                                          |            |                  |                          |
|  |                                        |  | ещё 44 порядка цветковых растений (согласно Системе APG II) | ещё 44 порядка цветковых растений (согласно Системе APG II) |                            |  |                                          | ещё 21 род | ещё 21 род       |                          |
|  |                                        |  |                                                             | ещё 44 порядка цветковых растений (согласно Системе APG II) |                            |  |                                          |            | ещё 21 род       |                          |

Ранее выделяли монотипный род Брандушка, или Бульбокодиум (Bulbocodium), единственный вид которого Брандушка разноцветная в настоящее время включён в род Colchicum.

### Виды
По данным сайта Королевских ботанических садов Кью, род включает в себя более 100 видов:
| - Colchicum alpinum DC. - Colchicum androcymbioides (Valdés) K.Perss. - Colchicum antepense K.Perss. - Colchicum antilibanoticum Gomb. - Colchicum arenarium Waldst. & Kit. - Colchicum arenasii Fridl. - Colchicum asteranthum Vassiliades & K.M.Perss. - Colchicum atticum Spruner ex Tommas. - Colchicum autumnale L. typus — Безвременник осенний - Colchicum balansae Planch. - Colchicum baytopiorum C.D.Brickell - Colchicum bivonae Guss. - Colchicum boissieri Orph. - Colchicum bulbocodium Ker Gawl. — Безвременник степной - Colchicum burttii Meikle - Colchicum chalcedonicum Azn. - Colchicum chimonanthum K.Perss. - Colchicum chlorobasis K.Perss. - Colchicum cilicicum (Boiss.) Dammer — Безвременник киликийский - Colchicum confusum K.Perss. - Colchicum corsicum Baker - Colchicum cretense Greuter - Colchicum crocifolium Boiss. - Colchicum cupanii Guss. - Colchicum davisii C.D.Brickell - Colchicum decaisnei Boiss. - Colchicum doerfleri Halácsy - Colchicum dolichantherum K.Perss. - Colchicum eichleri (Regel) K.Perss., синоним Merendera eichleri Regel — Мерендера Эйхлера - Colchicum euboeum (Boiss.) K.Perss. - Colchicum fasciculare (L.) R.Br. — Безвременник пучковатый - Colchicum feinbruniae K.Perss. - Colchicum figlalii (Varol) Parolly & Eren - Colchicum filifolium (Cambess.) Stef. - Colchicum freynii Bornm. - Colchicum gonarei Camarda - Colchicum graecum K.Perss. - Colchicum greuteri (Gabrieljan) K.Perss., синоним Merendera greuteri Gabrieljan — Мерендера Грейтера - Colchicum haynaldii Heuff. - Colchicum heldreichii K.Perss. - Colchicum hierosolymitanum Feinbrun - Colchicum hirsutum Stef. - Colchicum hungaricum Janka - Colchicum ignescens K.Perss. - Colchicum imperatoris-friderici Siehe ex K.Perss. - Colchicum inundatum K.Perss. - Colchicum kesselringii Regel - Colchicum kotschyi Boiss. - Colchicum kurdicum (Bornm.) Stef. - Colchicum laetum Steven — Безвременник весёлый, или безвременник яркий - Colchicum lagotum K.Perss. | - Colchicum leptanthum K.Perss. - Colchicum lingulatum Boiss. & Spruner - Colchicum longifolium Castagne - Colchicum lusitanum Brot. - Colchicum luteum Baker — Безвременник жёлтый - Colchicum macedonicum Kosanin - Colchicum macrophyllum B.L.Burtt - Colchicum manissadjianii (Azn.) K.Perss., синоним Merendera manissadjianii Aznav. — Мерендера Манисаджяна - Colchicum micaceum K.Perss. - Colchicum micranthum Boiss. - Colchicum minutum K.Perss. - Colchicum mirzoevae (Gabrieljan) K.Perss., синоним Merendera mirzoevae Gabrieljan — Мерендера Мирзоевой - Colchicum montanum L. - Colchicum multiflorum Brot. - Colchicum munzurense K.Perss. - Colchicum nanum K.Perss. - Colchicum neapolitanum (Ten.) Ten. - Colchicum parlatoris Orph. - Colchicum parnassicum Sart. - Colchicum paschei K.Perss. - Colchicum peloponnesiacum Rech.f. & P.H.Davis - Colchicum persicum Baker - Colchicum polyphyllum Boiss. & Heldr. - Colchicum pulchellum K.Perss. - Colchicum pusillum Sieber - Colchicum raddeanum (Regel) K.Perss., синоним Merendera raddeana Regel — Мерендера Радде - Colchicum rausii K.Perss. - Colchicum ritchii R.Br. - Colchicum robustum (Bunge) Stef. - Colchicum sanguicolle K.Perss. - Colchicum schimperi Janka ex Stef. - Colchicum serpentinum Woronow ex Miscz. — Безвременник змеевиковый - Colchicum sfikasianum Kit Tan & Iatroú - Colchicum sieheanum Hausskn. ex Stef. - Colchicum soboliferum (C.A.Mey.) Stef., синоним Merendera sobolifera Fisch. & C.A.Mey. — Мерендера отпрысконосная - Colchicum speciosum Steven — Безвременник великолепный - Colchicum stevenii Kunth - Colchicum szovitsii Fisch. & C.A.Mey. — Безвременник Шовица, или безвременник Совича - Colchicum trigynum (Steven ex Adam) Stearn, синоним Merendera trigyna Steven ex Adam — Мерендера трёхпестичная - Colchicum triphyllum Kunze - Colchicum troodi Kotschy - Colchicum tunicatum Feinbrun - Colchicum turcicum Janka - Colchicum tuviae Feinbrun - Colchicum umbrosum Steven — Безвременник теневой - Colchicum varians (Freyn & Bornm.) Dyer - Colchicum variegatum L. — Безвременник пёстрый - Colchicum wendelboi K.Perss. - Colchicum woronowii Bokeriya - Colchicum zahnii Heldr. |

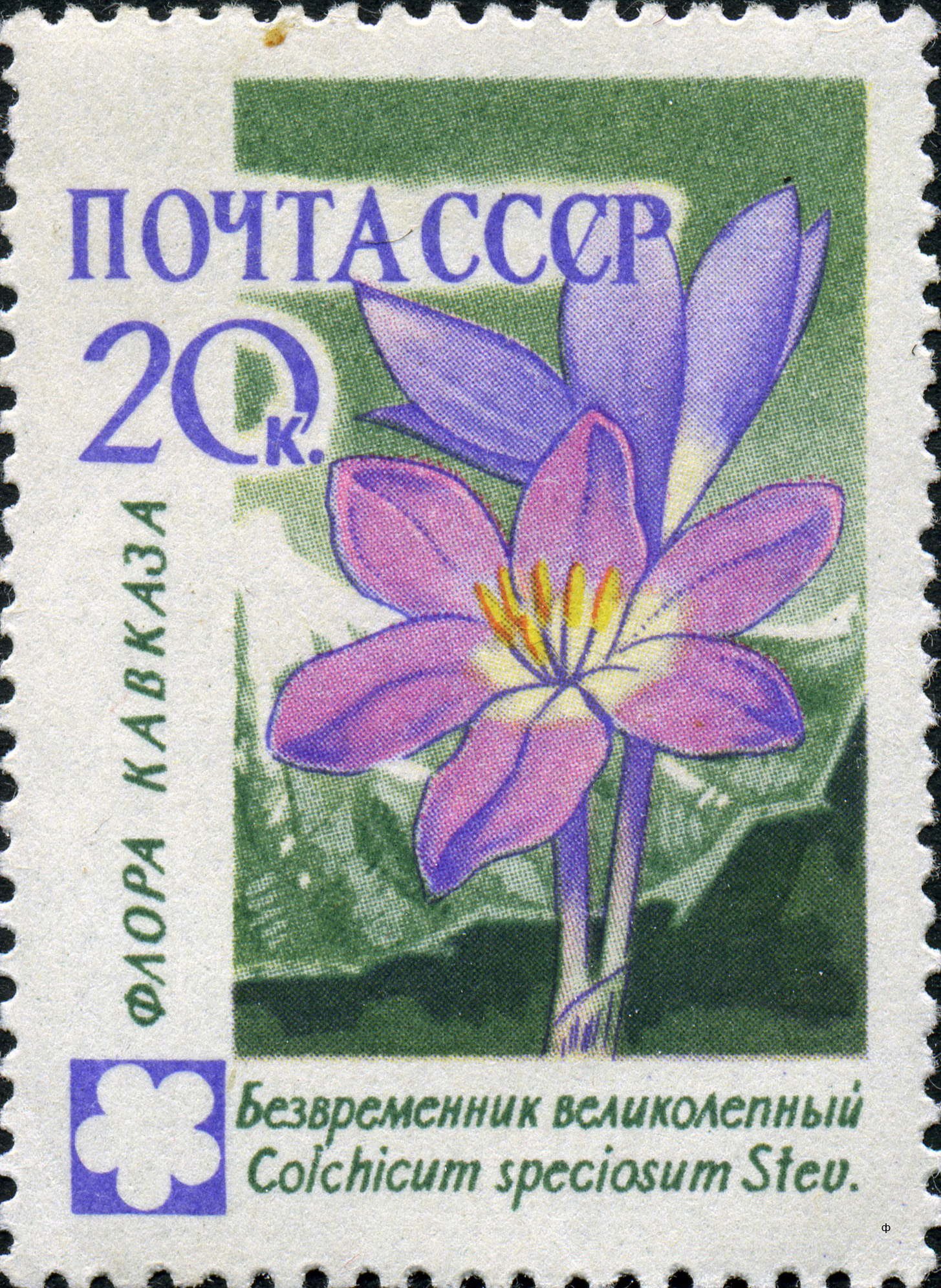
Марка с изображённым безвременником великолепным

## Хозяйственное значение и применение
Виды рода Безвременник принадлежат к числу ядовитых растений, сильно портящих пастбища. В семенах и клубнелуковицах многих видов содержатся алкалоиды колхицин и колхамин. В то же время семена имеют лекарственное применение (лат. Semen Colchici).

### Разведение
Многие виды и гибриды этого рода разводятся в садах как декоративные растения.
Растения неприхотливы, предпочитают солнечные места, где лучше цветут, но выносят и полузатенение. Морозоустойчивы, в северных районах рекомендуется лёгкое укрытие листьями на зиму. Пересаживают обычно раз в три-пять лет. Размножаются безвременники обычно вегетативно — клубнелуковицами. При размножении семенами сеянцы цветут на третий — девятый год в зависимости от вида.
Для нормального развития замещающей клубнелуковицы листья следует убирать только после полного пожелтения (в мае — июне).
Ядовиты все части растения, особенно листья и семена, поэтому садовые работы следует проводить в перчатках.